# Supercoupe de Belgique de football 2007
La Supercoupe de Belgique 2007 est un match de football qui a été joué le 28 juillet 2007, entre le vainqueur du championnat de division 1 belge 2006-2007, le RSC Anderlecht et le vainqueur de la coupe de Belgique 2006-2007, le FC Bruges. Anderlecht remporte la supercoupe 3 buts à 1.

## Feuille de match
| Titulaires : |  |
| |  |
| GK 1 Daniel Zítka · RB 27 Marcin Wasilewski · CB 23 Roland Juhász · CB 26 Nicolás Pareja · LB 3 Olivier Deschacht · DM 5 Lucas Biglia 73e 90e · DM 6 Jelle Van Damme · OM 8 Ahmed Hassan 87e · RW 9 Mbo Mpenza 37e 69e · LW 11 Mbark Boussoufa 4e 45e 90e · CF 7 Mohammed Tchité 86e · |  |
| Remplaçants : |  |
| GK 13 Silvio Proto · LM 14 Bart Goor 68e · LF 38 Roland Lamah 90e · DM 31 Mark De Man 90e · CF 15 Cyril Théréau 85e · |  |
| Entraîneur : |  |
| Franky Vercauteren |  |

| Titulaires : |  |
| |  |
| GK 1 Stijn Stijnen · RB 24 Brian Priske 46e · CB 23 Joos Valgaeren 41e · CB 15 Stepan Kucera 64e · LB 5 Michael Klukowski · DM 6 Philippe Clement · DM 22 Karel Geraerts · RM 8 Gaëtan Englebert 12e 46e · LM 18 Ivan Leko 46e · CF 23 François Sterchele 73e · CF 10 Boško Balaban 46e · |  |
| Remplaçants : |  |
| GK 13 Glenn Verbauwhede · CB 29 Birger Maertens 46e · RB 44 Gertjan De Mets 64e 72e 75e · DM 3 Sven Vermant 75e · LM 7 Koen Daerden 46e · LM 11 Jonathan Blondel 46e · CF 9 Dušan Đokić 46e 48e ·                                                                                         |  |
| Entraîneur : |  |
| Jacky Mathijssen |  |

| Titulaires : |  |
| |  |
| GK 1 Daniel Zítka · RB 27 Marcin Wasilewski · CB 23 Roland Juhász · CB 26 Nicolás Pareja · LB 3 Olivier Deschacht · DM 5 Lucas Biglia 73e 90e · DM 6 Jelle Van Damme · OM 8 Ahmed Hassan 87e · RW 9 Mbo Mpenza 37e 69e · LW 11 Mbark Boussoufa 4e 45e 90e · CF 7 Mohammed Tchité 86e · |  |
| Remplaçants : |  |
| GK 13 Silvio Proto · LM 14 Bart Goor 68e · LF 38 Roland Lamah 90e · DM 31 Mark De Man 90e · CF 15 Cyril Théréau 85e · |  |
| Entraîneur : |  |
| Franky Vercauteren |  |

| Titulaires : |  |
| |  |
| GK 1 Stijn Stijnen · RB 24 Brian Priske 46e · CB 23 Joos Valgaeren 41e · CB 15 Stepan Kucera 64e · LB 5 Michael Klukowski · DM 6 Philippe Clement · DM 22 Karel Geraerts · RM 8 Gaëtan Englebert 12e 46e · LM 18 Ivan Leko 46e · CF 23 François Sterchele 73e · CF 10 Boško Balaban 46e · |  |
| Remplaçants : |  |
| GK 13 Glenn Verbauwhede · CB 29 Birger Maertens 46e · RB 44 Gertjan De Mets 64e 72e 75e · DM 3 Sven Vermant 75e · LM 7 Koen Daerden 46e · LM 11 Jonathan Blondel 46e · CF 9 Dušan Đokić 46e 48e ·                                                                                         |  |
| Entraîneur : |  |
| Jacky Mathijssen |  |